# Cricquebœuf
Cricquebœuf – miejscowość i gmina we Francji, w regionie Normandia, w departamencie Calvados.
Według danych na rok 1990 gminę zamieszkiwało 186 osób, a gęstość zaludnienia wynosiła 101 osób/km² (wśród 1815 gmin Dolnej Normandii Cricquebœuf plasuje się na 700. miejscu pod względem liczby ludności, natomiast pod względem powierzchni na miejscu 1097.).